# 余郷敦
余郷 敦（よごう あつし、1965年2月21日 - ）は、日本のレーシングドライバー。ドイツの自動車部品メーカー・ボッシュの社員でもある。
1992年にFJ1600でデビュー。1998年より全日本GT選手権（現SUPER GT）のGT300クラスに参戦し、通算3勝を挙げた。
2000年から2003年の4年間はGTで縁のあったチーム・タイサンからル・マン24時間レースにも参戦しており、初参戦となった2000年は1位のマシンの車検での違反発覚により繰り上がりでクラス優勝を飾っている。
2002年にはニュルブルクリンク24時間レースにも参戦している。2000年、2001年、2003年には十勝24時間レースにも参戦しており、2001年と2003年は優勝している。
同時期はポルシェでの参戦が非常に多く、ポルシェ遣いとして知られていた。
2006年以降はJLOCチームからランボルギーニでGTとル・マンに参戦していたが、表彰台は何度か上がるも優勝には縁が無くなっていた。2012年鈴鹿1000kmでゲイナーのアウディ・R8をドライブしたのを最後に引退した。

## レース戦績
- 1994年
  - フォーミュラ･トヨタ（シリーズ5位）
  - 全日本F3選手権 (Rd.10)(#10 KYOETSU・F393)（14位）
- 1995年 - フォーミュラ･トヨタ（シリーズ6位）
- 1996年
  - フォーミュラ･トヨタメインシリーズ（#45 Aproject 日本ABS･FT）
  - スーパーN1耐久･クラス3 (Rd.7)(#15 RML ITAC ASTRA)（クラス3位）
- 1998年 - 全日本GT選手権･GT300クラス (#910 ナインテンポルシェ) (シリーズ9位)
- 1999年
  - 全日本GT選手権･GT300クラス (#910 ナインテンアドバンポルシェ) (シリーズ14位)
  - 十勝24時間レース･GTクラス (#88 コラボレーションドナーゲ)（総合2位･クラス優勝）
  - ポッカ1000km･GT500クラス（#10 アビリティ・マリオMJポルシェ）
  - ル・マン富士1000km･LMGTSクラス（#10 アビリティ・マリオポルシェ）
- 2000年
  - 全日本GT選手権･GT300クラス (#910 ナインテンウェディングアドバンポルシェ) (シリーズ3位･1勝）
  - ルマン24時間レース･LM-GTクラス (#73 Shell eri TAISAN ADVAN GT3R) (総合16位･クラス優勝)
  - 十勝24時間レース･GTクラス (#73 シェルタイサンアドバンGT3R) (総合4位･クラス4位)
  - ポッカ1000km･GT300クラス（#71 チャージポルシェ) (総合6位･クラス2位)
- 2001年
  - 全日本GT選手権･GT300クラス (#26 シェルタイサンアドバンGT3R) (シリーズ6位）
  - 十勝24時間レース･GTクラス (#3 PCJ日本ポルシェクラブ910) (総合2位･クラス優勝)
  - ポッカ1000km･INTクラス（#72 シェルタイサンアドバンGT3R)（総合6位･クラス優勝）
- 2002年 - 全日本GT選手権･GT300クラス (#26 PLUS e タイサン アドバン GT3R) (シリーズ9位）
- 2003年
  - 全日本GT選手権･GT300クラス (#24 EndlessタイサンADVAN GT3R) (シリーズ10位･1勝）
  - 十勝24時間レース･C4クラス (#8 ACID英進館YHS2000)
- 2004年
  - 全日本GT選手権･GT300クラス (#10 JIM Gainer アドバン F360) (シリーズ3位･1勝）
  - 十勝24時間レース･C3クラス (#83 BP ADVAN NSX) (総合18位･クラス3位)
- 2005年
  - SUPER GT･GT300クラス (#112 ARCKTECH RodeoDrive WAKO'S GT3）
  - 十勝24時間レース･ST3クラス (#83 BP ADVAN NSX) (総合24位･クラス7位)
  - ポッカ1000km･GT300クラス（#112 ARKTECH DeepRacing WAKO'S GT3) (総合10位･クラス4位)
- 2006年
  - SUPER GT･GT300クラス (Rd.6 ポッカ1000km)(#87 トライクジャパンムルシエRG-1) (クラス17位)
  - スーパー耐久･ST3クラス (Rd.2-6) (#83 BP ADVAN NSX)
  - 十勝24時間レース･ST3クラス (#83 BP ADVAN NSX) (総合20位･クラス5位)
- 2007年
  - SUPER GT･GT300クラス (Rd.1-5,9)(#87 マルホン ムルシエRG-1) (シリーズ19位)
  - ルマン24時間レース･LM-GT1クラス（#53 JLOC Lamborghini MURCIELAGO RGT) (決勝DNF)
- 2008年 - SUPER GT･GT300クラス (#66 triple a ムルシェRG-1) (シリーズ20位)
- 2009年
  - SUPER GT･GT300クラス (#66 triple a ムルシェRG-1) (シリーズ12位)
  - ルマン24時間レース･LM-GT1クラス（#68 JLOC Lamborghini MURCIELAGO RGT) (決勝DNF)
  - アジアン・ル・マン・シリーズ LM-GT1クラス（#69 JLOC Lamborghini MURCIELAGO RGT) (シリーズチャンピオン･1勝)
- 2010年
  - SUPER GT･GT300クラス (#88 リーレ ランボルギーニ RG-3) (シリーズ18位)
  - ルマン24時間レース･LM-GT1クラス（#68 JLOC Lamborghini Murciélago LP670 R-SV) (決勝DNF)
  - スーパー耐久･ST3クラス (Rd.4) (#47 RIRE RACING Z) (クラス4位)
- 2011年 - SUPER GT･GT300クラス (#87 リール ランボルギーニ RG-3) (シリーズ11位)
- 2012年 - SUPER GT･GT300クラス (Rd.5)(#11 GAINER DIXCEL R8 LMS）(クラス5位)

### 全日本GT選手権/SUPER GT
| 年     | チーム              | 使用車両                          | クラス | 1       | 2       | 3       | 4      | 5       | 6       | 7      | 8       | 9      | 順位 | ポイント |
| ------ | ------------------- | --------------------------------- | ------ | ------- | ------- | ------- | ------ | ------- | ------- | ------ | ------- | ------ | ---- | -------- |
| 1998年 | 910 RACING          | ポルシェ・911                     | GT300  | SUZ 5   | FSW C   | SEN 4   | FSW 8  | TRM 3   | MIN Ret | SUG 14 |         |        | 9位  | 33       |
| 1999年 | 910 RACING          | ポルシェ・911                     | GT300  | SUZ 3   | FSW 7   | SUG Ret | MIN    | FSW 8   | TAI 9   | TRM 9  |         |        | 14位 | 23       |
| 2000年 | 910 RACING          | ポルシェ・911                     | GT300  | TRM 4   | FSW 2   | SUG Ret | FSW 4  | TAI 1   | MIN 2   | SUZ 4  |         |        | 3位  | 80       |
| 2001年 | TEAM TAISAN ADVAN   | ポルシェ・911                     | GT300  | TAI 4   | FSW 17  | SUG 7   | FSW 13 | TRM 2   | SUZ 3   | MIN 8  |         |        | 6位  | 44       |
| 2002年 | TEAM TAISAN ADVAN   | ポルシェ・911                     | GT300  | TAI 5   | FSW     | SUG 7   | SEP 10 | FSW 7   | TRM 3   | MIN 3  | SUZ 17  |        | 9位  | 42       |
| 2003年 | TEAM TAISAN Jr.     | ポルシェ・911                     | GT300  | TAI 1   | FSW     | SUG 13  | FSW 8  | FSW 10  | TRM 18  | AUT 8  | SUZ 5   |        | 10位 | 38       |
| 2004年 | TEAM GAINER         | フェラーリ・360モデナ             | GT300  | TAI 1   | SUG 8   | SEP 5   | TOK 4  | TRM 3   | AUT 8   | SUZ 3  |         |        | 3位  | 64       |
| 2005年 | ARKTECH MOTORSPORTS | ポルシェ・911 GT3                 | GT300  | OKA Ret | FSW 16  | SEP Ret | SUG    | TRM Ret | FSW DNQ | AUT 12 | SUZ 16  |        | NC   | 0        |
| 2006年 | JLOC                | ランボルギーニ・ムルシエラゴ RG-1 | GT300  | SUZ     | OKA     | FSW     | SEP    | SUG     | SUZ 17  | TRM    | AUT     | FSW    | NC   | 0        |
| 2007年 | JLOC                | ランボルギーニ・ムルシエラゴ RG-1 | GT300  | SUZ 12  | OKA 4   | FSW 9   | SEP 7  | SUG DNS | SUZ     | TRM    | AUT     | FSW 15 | 19位 | 14       |
| 2008年 | JLOC                | ランボルギーニ・ムルシエラゴ RG-1 | GT300  | SUZ Ret | OKA 8   | FSW Ret | SEP 7  | SUG 13  | SUZ 15  | TRM 3  | AUT Ret | FSW 19 | 20位 | 18       |
| 2009年 | JLOC                | ランボルギーニ・ムルシエラゴ RG-1 | GT300  | OKA 18  | SUZ Ret | FSW 18  | SEP 5  | SUG 13  | SUZ 17  | FSW 3  | AUT 11  | TRM 8  | 12位 | 20       |
| 2010年 | JLOC                | ランボルギーニ・ガイヤルド RG-3   | GT300  | SUZ DNQ | OKA 16  | FSW 17  | SEP 7  | SUG 14  | SUZ 15  | FSW C  | TRM Ret |        | 18位 | 4        |
| 2011年 | JLOC                | ランボルギーニ・ガイヤルド RG-3   | GT300  | OKA 17  | FSW Ret | SEP Ret | SUG 3  | SUZ 3   | FSW Ret | AUT 7  | TRM 3   |        | 8位  | 39       |
| 2012年 | GAINER              | アウディ・R8 LMS ウルトラ         | GT300  | OKA     | FSW     | SEP     | SUG    | SUZ 5   | FSW     | AUT    | TRM     |        | NC   | 0        |

### ル・マン24時間レース
| 年     | チーム                        | コ・ドライバー                | 使用車両                                | クラス | 周回 | 総合順位 | クラス順位 |
| ------ | ----------------------------- | ----------------------------- | --------------------------------------- | ------ | ---- | -------- | ---------- |
| 2000年 | チーム・タイサン・アドバン    | 福山英朗 ブルーノ・ランバート | ポルシェ・911 GT3R                      | GT     | 310  | 16位     | 1位        |
| 2001年 | チーム・タイサン・アドバン    | 福山英朗 西澤和之             | ポルシェ・911 GT3RS                     | GT     | 273  | 11位     | 5位        |
| 2002年 | チーム・タイサン・アドバン    | 飯田章 西澤和之               | ポルシェ・911 GT3RS                     | GT     | 316  | 21位     | 3位        |
| 2003年 | チーム・タイサン・アドバン    | 飯田章 西澤和之               | ポルシェ・911 GT3RS                     | GT     | 304  | 19位     | 4位        |
| 2007年 | JLOC ISAO NORITAKE            | 山西康司 マルコ・アピチェラ   | ランボルギーニ・ムルシエラゴ RG-1LM     | GT1    | 1    | DNF      | DNF        |
| 2009年 | JAPAN LAMBORGHINI OWNERS CLUB | 山岸大 マルコ・アピチェラ     | ランボルギーニ・ムルシエラゴ RG-1LM     | GT1    | 1    | DNF      | DNF        |
| 2010年 | JLOC                          | 山西康司 井入宏之             | ランボルギーニ・ムルシエラゴ LP670 R-SV | LMGT1  | 138  | DNF      | DNF        |